# Peter von Scholten (ritmester)
 Der er flere personer med dette navn, se Peter von Scholten (flertydig).
Jens Peter von Scholten (født 15. december 1882 på Nedergård, Langeland, død 30. september 1947 på Biskopstorp) var en dansk officer, gift med Julie von Scholten.
Han var søn af godsejer Peter von Scholten (1856-1900) og hustru Alvilda født Thisted (1858-1882). Han blev 1904 premierløjtnant ved 2. dragonregiment i Odense, 1916 ritmester og tjenstgørende i Generalstaben, blev 1918 forsat til 5. dragonregiment i Randers og 1925 forsat til 1. trainkompagni i København. Han fik 1934 afsked fra Hæren og blev udskrivningschef for 3. udskrivningskreds.
Scholten blev 17. juni 1924 Ridder af Dannebrog og 12. marts 1931 Dannebrogsmand. Han bar også Hæderstegnet for god tjeneste ved Hæren, Medaljen for Druknedes Redning, var Ridder af Sankt Olavs Orden og Ridder af Leopold II's Orden.
Scholten blev gift 1. gang 12. august 1905 i Asminderød Kirke med Astrid Pålsson (6. november 1877 i Asmundtorp, Skåne - ?) og 2. gang 11. december 1930 med Julie baronesse Reedtz-Thott, datter af baron Axel Reedtz-Thott og hustru.
Han og hustruen er begravet på Skellerup Kirkegård.